# 哈迪·霍斯罗沙希
赛义德哈迪·霍斯罗沙希（波斯語：‎；1939年—2020年2月27日）是伊朗的神职人员和外交官，2020年2月27日病逝于德黑兰。

## 生平
霍斯罗沙希是库姆神学院中的重要人物。1979年伊朗伊斯兰革命之后，霍斯罗沙希参政，代表霍梅尼进入伊朗伊斯兰领导部。1981年代，霍斯罗沙希代表伊朗担任驻教廷大使。
2020年2月，霍斯罗沙希感染2019冠狀病毒病，于26日住入德黑兰的Masih Daneshvari医院，之后于27日病逝，享年81岁。

### 引用
1. 1 2  . Al Arabiya. 2020-02-28  [2020-02-29]. （原始内容存档于2020-02-28） （英语）.
2. ↑  . The New York Times. 2020-02-27  [2020-02-29] （英语）.